# X-Men Legends II : L'Avènement d'Apocalypse
 (octobre 2019).
Si vous disposez d'ouvrages ou d'articles de référence ou si vous connaissez des sites web de qualité traitant du thème abordé ici, merci de compléter l'article en donnant les références utiles à sa vérifiabilité et en les liant à la section « Notes et références ».
X-Men Legends II : L'Avènement d'Apocalypse, ou X-Men Legends II: Rise of Apocalypse en Amérique du Nord, est un jeu vidéo d'action-rôle développé par Raven Software et édité par Activision sur GameCube, Windows, PlayStation 2, et Xbox en 2005. Parallèlement, une version exclusive sur PlayStation Portable, du fait de son format portable, a été développée par Vicarious Visions.

## Synopsis
Ce jeu s'inspire du comic L'Ère d'Apocalypse. Tout commence quand le mutant Apocalypse déclenche une attaque sur l'île peuplée de mutants et dirigée par Magnéto, Génosha, et emprisonne les habitants afin de faire de mystérieuses expériences sur eux. Dans le même temps, Polaris, membre des X-Men est enlevée par Apocalypse. Comprenant qu'aucune des deux équipes ne pourra vaincre Apocalypse seule, les X-Men et la Confrérie des mauvais mutants doivent s'allier pour affronter leur ennemi commun ainsi que ses quatre cavaliers : Abyss, Mikhail Raspoutine, Holocauste et Archangel.
Ils commencent par libérer Génosha et apprennent au fil du jeu qu'Apocalypse recherche quatre mutants possédant des « ADN harmonisées », Polaris étant la première et le second sera Vif-Argent, le fils de Magnéto (ce qui incite ce dernier à continuer de collaborer avec les X-Men même après la libération de Génosha). En Terre Sauvage (en Antarctique), ils doivent retrouver Le Fauve qui a été enlevé lui aussi pour traduire des inscriptions sur le mur d'un ancien temple à propos d'une mystérieuse machine. En parallèle, les X-Men retrouvent la mutante Destinée (qui peut prédire le futur), elle fait une prédiction montrant Apocalypse victorieux, le Fauve mort (mais il survivra) et les X-Men et la Confrérie trahis par un des leurs (ce qui causera des tensions dans le groupe).
Apocalypse prendra ensuite pouvoir sur la ville de New York et enlèvera sa troisième victime, Emma Frost. Les X-Men travaillent à libérer New York et partent débusquer Apocalypse dans sa tour. Or Apocalypse a, au préalable capturé Angel et en a pris le contrôle grâce aux techniques de Mister Sinistre pour en faire son quatrième cavalier, les X-Men devront le battre pour le libérer mais Apocalypse en profitera pour fuir vers son repaire dans une pyramide égyptienne avec sa quatrième victime (Dents-de-Sabre) et le traître (Le Fauve contrôlé par Apocalypse).
Les X-Men et la Confrérie le suivent et délivrent le Fauve. On apprend que l'objectif d'Apocalypse est d'utiliser la fameuse machine (dont le Fauve a recueilli les instructions en Terre Sauvage) pour absorber les pouvoirs des quatre mutants tout en sachant que ces pouvoirs se renforceront mutuellement grâce à leurs ADN harmonisées. Les X-Men et la Confrérie font face à leur ennemi et ce dernier finira par perdre lorsqu'il perdra le contrôle des pouvoirs.
À la fin, les deux équipes se séparent tandis que le Fauve pense que la machine a pu être sabotée ce qui aurait entraîné la perte de contrôle des pouvoirs. On voit dans la scène finale M. Sinistre qui observe dissimulé, les deux équipes partir en ricanant.